# OGLE-TR-132b
OGLE-TR-132b是一顆環繞OGLE-TR-132的太陽系外行星，比木星大1.14倍，它離母恆星非常的近，只有0.03天文單位，是太陽離水星的十三分之一，另外它的公轉週期也非常的短，只有約1.6地球日。